# Громадянська відданість
Громадянська відданість (італ. Impegno Civico, IC) — колишній італійський центристський виборчий альянс, який бере участь у загальних виборах 2022 року, до складу якого входять «Разом заради майбутнього» (РЗМ) Луїджі Ді Майо, Демократичний центр (ДЦ) Бруно Табаччі та Italian Animalist Party (ІАР) Кріштіану Черієлло.

## Історія
У червні 2022 року міністр закордонних справ Луїджі Ді Майо разом із кількома депутатами та сенаторами вийшли з Руху п'яти зірок (Р5З) і заснували парламентську групу «Разом заради майбутнього» (РЗМ), яка діє як у Сенаті, так і в Палаті депутатів. До партії Ді Майо також приєдналися двоє євродепутатів. Після відставки прем'єр-міністра Маріо Драґі та розпуску парламенту, після чого повинні відбутися позачергові вибори, у вересні Ді Майо розпочав переговори з Бруно Табаччі, християнським лівим політиком і лідером Демократичного центру (ДЦ), щодо можливості формування спільного списку для майбутні вибори.
1 серпня Ді Майо і Табаччі разом із Лучією Азцоліною, Еміліо Кареллі, Лаурою Кастеллі та іншими колишніми членами Р5З представили свій спільний список «Громадянська відданість» разом із новим логотипом партії. Італійська республіканська партія (ІРП) спочатку приєдналася до списку, але вийшла з нього 8 серпня, щоб поєднати зусилля з Italia Viva (IV). Громадянська відданість буде частиною лівоцентристської коаліції на виборах у вересні 2022 року. Під час заходу Ді Майо різко розкритикував Джузеппе Конте, Маттео Сальвіні та Сільвіо Берлусконі, назвавши їх «екстремістами», додавши, що «їхня перемога ізолювала б Італію від Європи».8 серпня до альянсу приєдналася Italian Animalist Party (PAI).
Після розчарованих результатів виборів 7 жовтня Табаччі оголосив про закінчення виборчого досвіду Громадянської прихильності. Партія Ді Майо, РЗМ, припинила своє існування 13 жовтня із початком роботи нового законодавчого органу. 22 жовтня Ді Майо подав у відставку з посади лідера Громадянської прихильності, залишивши майбутнє партії невизначеним.

## Коаліція
| Партія | Партія                         | Ідеологія         | Лідер              |
| ------ | ------------------------------ | ----------------- | ------------------ |
|        | Разом заради майбутнього (РЗМ) | Центризм          | Луїджі Ді Майо     |
|        | Демократичний центр (ДЦ)       | Християнські ліві | Бруно Табаччі      |
|        | Italian Animalist Party (ІАР)  | Права тварин      | Кріштіану Черієлло |

## Результати виборів

### Італійський парламент
| Палата депутатів Італії |         |       |                     |     |                |
| Рік виборів             | Голосів | %     | Кількість депутатів | +/− | Лідери         |
| 2022                    | 185,163 | 0.60% | 1 / 400             | –   | Луїджі Ді Майо |

| Сенат Італії |         |       |                     |     |                |
| Рік виборів  | Голосів | %     | Кількість депутатів | +/− | Лідери         |
| 2022         | 153.964 | 0.56% | 0 / 200             | –   | Луїджі Ді Майо |